# 小笠原宏樹
小笠原 宏樹（おがさわら ひろき、1954年 - ）は、日本の作家。

## 人物・来歴
長野県で生まれ、中学・高校と山岳部に所属して八ヶ岳・飛騨山脈を遊び場同然に育った。
ロブサン・ランパ（シリル・ヘンリー・ホプキンズ）著の奇書『第三の眼』を読みチベット仏教に興味を覚え、龍谷大学に進学して仏教学を学ぶ。同大学院修士課程修了後、高校教諭・団体職員・博物館学芸員を経て文筆家となる。
宗教への関心や障害児の親として、環境問題に強い関心を抱き、NPO法人シンプルライフ普及センター立ち上げに参画。現在は同法人の専務理事事務局長を務める。

## 著書

### 単著
- 『生江孝之』（シリーズ福祉に生きる29）大空社、1999年11月刊行、ISBN 4756809081

### 共著
- 谷口研語編『歴史が教えるエコライフ1（生活編）』省エネルギーセンター、2001年12刊行、ISBN 4879732389
- 谷口研語編『歴史が教えるエコライフ2（技術編）』省エネルギーセンター、2002年4月刊行、ISBN 487973246X
- 谷口研語編『歴史が教えるエコライフ3（風土編）』』省エネルギーセンター、2002年6月刊行、ISBN 4879732389
- 火坂雅志編『実伝 直江兼続 』 (角川文庫)　角川書店、2008年12月刊行、ISBN 4043919042
- 新人物往来社編『歴史を動かした日本史有名人の名言120』（新人物文庫）新人物往来社、2011年刊行、ISBN 4404039751
- 『マイクロソフト・エンカルタ総合大百科』の宗教、日本史項目など。